# レジナル・ゴルー
レジナル・ゴルー（Réginal Goreux, 1987年12月31日 - ）は、ハイチ・サン・ミシェル出身の元同国代表サッカー選手。ポジションはディフェンダー。

## 代表歴
- ハイチ代表

初出場・初得点:2011年10月7日　アメリカ領ヴァージン諸島代表戦

## タイトル
- スタンダール・リエージュ

ジュピラーリーグ:2 2007-08, 2008-09